# 우진플라임
주식회사 우진플라임은 대한민국의 사출성형기 기업으로, 경쟁사로는 비상장 기업인 LS엠트론, 한국엔겔기계 등이 있다.

## 역사
1985년 4월에 우진기계로 설립되었다. 2001년 7월 코스닥 시장에 상장했고 2006년 5월 유가증권시장으로 이전 상장했다.
2012년 우진세렉스에서 현재의 사명으로 변경하였다

## 내용주
1. ↑  등기 상 설립일